# 吉川廣家
吉川廣家（日语：／ Kikkwa Hiroie，1561年12月7日—1625年10月22日）是日本戰國時代武將、毛利氏家臣，吉川元春三男。由於打響關原之戰，卻戰前私自親善德川家康。導致身為西軍，卻消極作戰，還以我軍為先鋒為由，正在用膳中，擋住友軍毛利秀元不讓毛利軍上戰場支援，此背叛行為被後世人所不齒。為初代岩國藩當主。

## 經歷
1561年（永祿4年）出生，1570年首度出征，參與攻擊尼子勝久的戰鬥。1583年與小早川家的小早川秀包成為羽柴秀吉的人質。

### 吉川家當主
1587年，於父親吉川元春和兄長吉川元長死去後繼承家督，獲得月山富田14萬石領地。立即被委派鎮壓肥後國人一揆動亂。在文祿慶長之役廣家指揮部隊，曾解救加藤清正被包圍的蔚山城。

### 關原之戰
吉川廣家在關原之戰中為了保住毛利氏，當了德川家康的內應。廣家在大坂城內與安國寺惠瓊激辯。在關原本戰中，成功封鎖毛利秀元、安國寺惠瓊、長宗我部盛親等人。撤退後經過交涉保住毛利氏部份領地。

### 江戶時代
1614年末，廣家將家督讓給廣正。1616年（元和2年）退出藩務，但是廣家仍然掌握實權，按一國一城令廢除岩國城，又制訂法規。1625年（寬永2年）逝世。享年65歲。

## 登場作品
影視劇
- 怎麼辦家康（2023年、NHK大河劇、演：井上賢嗣）